# کیم مین جونگ (جودوکار)
کیم مین جونگ (کره‌ای: 김민종؛ زادهٔ ۱ سپتامبر ۲۰۰۰) جودوکار اهل کره جنوبی است.